# Polônia nos Jogos Olímpicos de Inverno de 2014
A Polônia participou dos Jogos Olímpicos de Inverno de 2014, realizados na cidade de Sóchi, na Rússia. Foi a vigésima segunda aparição do país em Olimpíadas de Inverno.

## Medalhas
| Atleta                                                                        | Esporte                 | Evento                            | Medalha |
| ----------------------------------------------------------------------------- | ----------------------- | --------------------------------- | ------- |
| Kamil Stoch                                                                   | Salto de esqui          | Pista normal individual masculino | Ouro    |
| Justyna Kowalczyk                                                             | Esqui cross-country     | 10 km clássico feminino           | Ouro    |
| Zbigniew Bródka                                                               | Patinação de velocidade | 1500 m masculino                  | Ouro    |
| Kamil Stoch                                                                   | Salto de esqui          | Pista longa individual masculino  | Ouro    |
| Katarzyna Bachleda-Curuś Natalia Czerwonka Katarzyna Woźniak Luiza Złotkowska | Patinação de velocidade | Perseguição por equipes feminino  | Prata   |
| Zbigniew Bródka Konrad Niedźwiedzki Jan Szymański                             | Patinação de velocidade | Perseguição por equipes masculino | Bronze  |

Legenda
| Recorde mundial      | Recorde mundial (World record)               |                       | Recorde africano                      | Recorde africano (African) |                                           | Q | Classificado por posição (Qualified) |
| Recorde olímpico     | Recorde olímpico (Olympic record)            | Recorde da América    | Recorde da América (Americas)         | q                          | Classificado por melhor tempo (Qualified) |   |                                      |
| Melhor marca do ano  | Melhor marca do ano (World leading)          | Recorde asiático      | Recorde asiático (Asian)              | DNS                        | Não largou (Did not start)                |   |                                      |
| Recorde nacional     | Recorde nacional (National record)           | Recorde europeu       | Recorde europeu (European)            | DNF                        | Não terminou (Did not finish)             |   |                                      |
| Recorde pessoal      | Recorde pessoal do atleta (Personal best)    | Recorde da Oceania    | Recorde da Oceania (Oceania)          | DSQ / DQ                   | Desclassificado (Disqualified)            |   |                                      |
| Recorde da temporada | Recorde da temporada do atleta (Season best) | Recorde sul-americano | Recorde sul-americano (South America) | NM                         | Sem marca (No mark)                       |   |                                      |